# 蒼いくちづけ
『蒼いくちづけ』（あおいくちづけ）は、宝塚歌劇団のミュージカル作品のひとつ。小池修一郎作。なお正式タイトルは『「蒼いくちづけ」 －ドラキュラ伯爵の恋－』である。

## 概要
第一部はシリアス劇なのに対し、第二部はコメディー劇という構成。萩尾望都の「ポーの一族」に影響を受けたとされる。

## 公演の記録
1987年星組（初演）
2月28日～3月15日に宝塚バウホールにおいて上演された。当初は予定されていなかったが、好評により同年10月10日から10月12日に東京日本青年館でも再演された。
主演の紫苑ゆう2番手時代の代表作であったことから退団時に再演を熱望されたが、初演時のメンバーを大事にしたいとの想いから幻に終わった。
公式にCD・ビデオの発売はなく、テレビ中継も行なわれていない。
但し、紫苑ゆうさよならショーにおいて、ドラキュラ伯爵の扮装で主題歌を歌った場面は、テレビ中継が行なわれた。また、退団記念に発売されたCD・ビデオにも収録されている。共演の毬藻えりとの主題歌のデュエットは、ディナーショーを収録したビデオ『Just in Time』（1992年）で観ることができる

2008年花組（再演）
真野すがた主演で2月7日～17日、朝夏まなと主演で3月1日～11日に宝塚バウホールにて上演。
バウホール開場30周年を記念して、過去の人気演目を再演するワークショップにおいて、若手スターの役替わり主演で再演された。

## あらすじ

### 第一部
1887年ロンドンに現われたドラキュラ伯爵はウェステンラ家の長女ルーシーに出会い恋をする。彼女を花嫁として迎えようとするが、恋敵・ジョナサンの大学の恩師であるヘルシング教授に阻まれ、朝日を浴びて灰になってしまう。

### 第二部
百年後の1987年、ウェステンラ家はドラキュラ博物館となり、ルーシーの曾孫のヴィーナスがオーナーを務めていた。曾祖母から伝わるドラキュラ伯爵の灰入りのロケットを開けようとして怪我をし、灰に血が落ちたことからドラキュラ伯爵が現代に甦る。現代っ子のヴィーナスと古典的で時代錯誤な伯爵は反発しあうもお互いに惹かれていく。博物館の存亡をかけて二人はロックコンテストに出場しみごと優勝を果たす。伯爵はヴィーナスに永遠の命が授かるという「蒼いくちづけ」をし、花嫁に迎えた。

## 登場人物

### 第一部
- ヴラド・ツェペシ・ドラキュラ伯爵：永遠の命を持つ吸血鬼。
- ルーシー・ウェステンラ：ウェステンラ家の長女。
- ジョナサン・ハーカー：ウェステンラ家の家庭教師。
- ヘルシング教授：ジョナサンの恩師。
- ジョン・ウェステンラ：不動産会社会長。
- マリア・ウェステンラ：ジョンの妻。
- カーミラ：ジョンの妹。
- ゴダルミング卿：裕福な貴族。
- アーサー：ゴダルミング卿の息子。
- ピーター：カーミラの長男。
- クリス：カーミラの次男。

### 第二部
- ヴラド・ツェペシ・ドラキュラ伯爵：百年の眠りから覚めた吸血鬼。
- ヴィーナス：ルーシーの曾孫。ロック歌手でありドラキュラ博物館のオーナー。
- ジョニー・アイドル：人気スター。ヴィーナスに気がある。
- ノエル：ヴィーナスの弟。
- デイヴ：サタンレコード社長。
- キッド・ジャンセン：ロックコンテスト司会者。
- ダディー：殺し屋トリオ。
- ジジ：殺し屋トリオ。
- ザザ：殺し屋トリオ。

## 主な配役
|                        | 1987年星組                       | 2008年花組     | 2008年花組     |
| ---------------------- | -------------------------------- | -------------- | -------------- |
| ドラキュラ伯           | 紫苑ゆう                         | 真野すがた     | 朝夏まなと     |
| ルーシー／ヴィーナス   | 毬藻えり                         | 華耀きらり     | 月野姫花       |
| ジョナサン／ジョニー   | 麻路さき                         | 扇めぐむ       | 鳳真由         |
| ヘルシング教授/デイヴ  | 夏美よう                         | 紫峰七海       | 望海風斗       |
| クリス／ノエル         | 大輝ゆう                         | 天宮菜生       | 冴月瑠那       |
| ピーター／ザザ         | 英真なおき                       | 冴月瑠那       | 天宮菜生       |
| アーサー               | 海峡ひろき                       | 瀬戸かずや     | 瀬戸かずや     |
| ゴダルミング卿/ダディ  | 千珠晄                           | 貴怜良         | 貴怜良         |
| マリア／ローズ         | 歌敷綾花                         | 絵莉千晶       | 絵莉千晶       |
| ジョン／キッド         | 鞠村奈緒                         | 紫陽レネ       | 紫陽レネ       |
| カーミラ／ジジ         | 華山知位                         | 花野じゅりあ   | 花野じゅりあ   |
| ポリー・ウェステンラ   | 能舞三子                         | 遼かぐら       | 花蝶しほ       |
| エレン                 | 出雲綾                           | 聖花まい       | 聖花まい       |
| ジャック               | 天地ひかる                       | 煌雅あさひ     | 煌雅あさひ     |
| キャシー・ウェステンラ | 茜このみ                         | 梅咲衣舞       | 春花きらら     |
| ポール                 | 英りお                           | 夏城らんか     | 夏城らんか     |
| エミリー               | 麻丘奈里                         | 花蝶しほ       | 遼かぐら       |
| ルイーズ               | 羽衣蘭                           | 春花きらら     | 梅咲衣舞       |
| リチャード             | 卯月佳                           | 花峰千春       | 花峰千春       |
| レンフィールド         | 千秋慎                           | 真瀬はるか     | 天真みちる     |
| ルイス                 | 夏峰千                           | 天真みちる     | 真瀬はるか     |
| トム                   | 真中ひかる                       | 銀華水         | 銀華水         |
| アイリーン             | 乙原愛                           | 初花美咲       | 初花美咲       |
| チャーリー             | 三枝みづき                       | 日高大地       | 日高大地       |
| 従僕                   | 光樹すばる                       | 神房佳希       | 神房佳希       |
| アン                   | 朋舞花                           | 菜那くらら     | 菜那くらら     |
| ハワード               | 稔幸                             | 真輝いづみ     | 真輝いづみ     |
| 従僕                   | 雅景                             | 大河凜         | 大河凜         |
| サリー                 | 鷺草かおる                       | 桜帆ゆかり     | 桜帆ゆかり     |
| ペギー                 | 麗美花                           | 凪咲星南       | 凪咲星南       |
| 作・演出               | 小池修一郎                       | 小池修一郎     | 小池修一郎     |
| 劇場                   | 宝塚バウホール／日本青年館ホール | 宝塚バウホール | 宝塚バウホール |

## スタッフ

### 1987年
- 作・演出：小池修一郎[4][5]（バウホール・青年館共通）

宝塚バウホール公演
- 音楽：吉崎憲治、高橋城
- 振付：アキコ・カンダ、謝珠栄
- 装置：大橋泰弘
- 衣装：任田幾英
- 照明：勝柴次朗
- 制作：橋本雅夫